# غنبد ضيا
غنبد ضيا (بالفارسية: گنبد ضیا) هي قرية تقع في قسم تشناران الريفي (مقاطعة تشناران) في إيران. يقدر عدد سكانها بـ 34 نسمة .